# دريندرق
دريندرق هي قرية في مقاطعة ميانة، إيران. عدد سكان هذه القرية هو 701 في سنة 2006.